# Birkat Hamazon

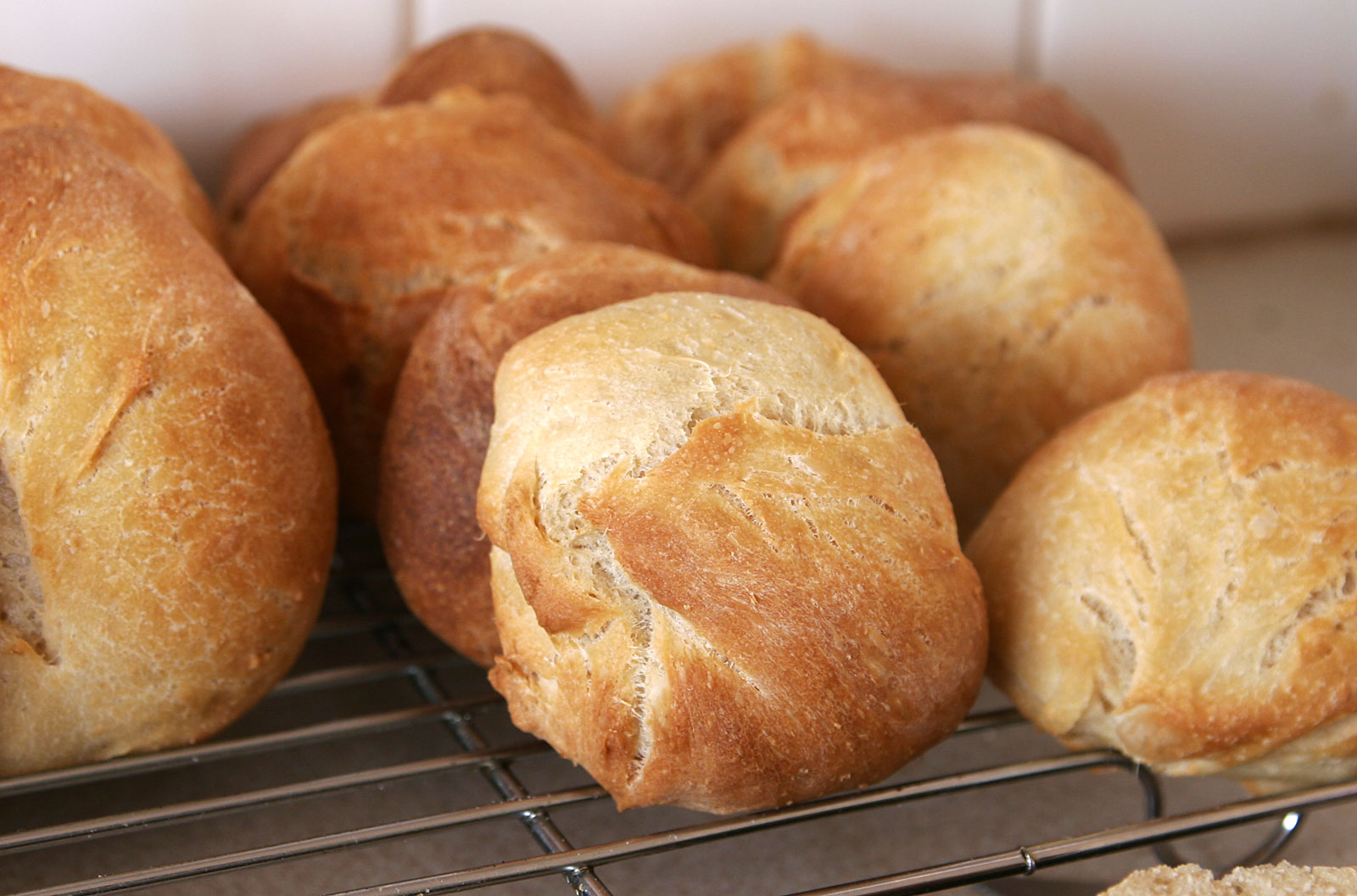
Na het nuttigen van brood dient men in de joodse traditie het dankgebed Birkat Hamazon te reciteren

Birkat Hamazon (Hebreeuws: ברכת המזון, betekenis: dankzegging na de maaltijd) is in het jodendom een dankgebed dat men aan het einde van de maaltijd zegt nadat men een zegenspreuk over brood (Hamotsie) heeft uitgesproken aan het begin van de maaltijd. Birkat Hamazon wordt ook vaak in het Nederlands bensjen genoemd, dat – met de Germaanse infinitiefuitgang -en – teruggaat op het Latijnse benedicere.
Dit dankgebed dient volgens de Joodse wet, de halacha, alleen gebezigd te worden na het nuttigen van brood of matze gemaakt van tarwe, gerst, rogge, haver en/of spelt.
Dank te zeggen voor genoten spijzen stamt uit zeer oude tijden en berust op het Thorawoord in Deuteronomium 8, 10: 

En als je dan naar genoegen hebt gegeten, dank dan de Eeuwige, je God, voor het goede land dat Hij je gegeven heeft.

De huidige vorm van het gebed is reeds 1800 jaar geleden in de Talmoed in het traktaat Berachot te boek gesteld. De eerste beracha (zegening) is voor het voedsel, de tweede voor het land en de derde is een gebed voor de wederopbouw van Jeruzalem. Vervolgens is een stuk toegevoegd in de tijd van Bar Kochba en tot slot zijn er nog verschillende zinnen die met harachaman beginnen, later toegevoegd.